# Bahnhof Berlin-Wedding
Der Bahnhof Wedding ist eine Umsteigestation im Berliner Ortsteil Wedding des Bezirks Mitte. Sie befindet sich an der Kreuzung der Ringbahn mit der Müllerstraße. Der Ringbahnhof wird von den Linien S41 und S42 der S-Bahn und der unter der Müllerstraße liegende U-Bahnhof Wedding von der Linie U6 der Berliner U-Bahn bedient. Eine Anbindung an den Hauptbahnhof ist in Bau.

## S-Bahnhof
Der S-Bahnhof befindet sich am Streckenkilometer 2,5 der Ringbahn und liegt zwischen der Müllerstraße und der Reinickendorfer Straße mit Ausgängen zu beiden Straßen. Der Bahnsteig hat eine Höhe von 96 Zentimetern bei einer Länge von 160 Metern. Die gesamte Anlage aus Bahnhof, Ringbahn-Viadukt und dem Empfangsgebäude an der Reinickendorfer Straße auf Höhe des Nettelbeckplatzes stehen unter Denkmalschutz.
Der Bahnhof wurde am 1. Mai 1872 eröffnet und ist damit einer der ältesten entlang der Ringbahn. Die Strecke wurde in den Jahren 1889/1890 höher gelegt und von zwei auf vier Gleise ausgebaut. Dabei wurden wie bei der Stadtbahn Viaduktbögen angelegt. Die nötigen Diensträume und das Empfangsgebäude wurden in diese integriert. 1911–1912 wurde die Anlage um einen Ausgang zur Müllerstraße ergänzt. Seit dem 1. Februar 1929 verkehrten die elektrischen Vorortzüge am Bahnhof, aus denen am 1. Dezember 1929 die Berliner S-Bahn hervorging.
Die Planungen für die „Welthauptstadt Germania“ sahen einen umfangreichen Ausbau der Ringbahn sowie die Anlage eines Personenbahnhofs Nord zwischen den S-Bahnhöfen Wedding und Putlitzstraße (heute: Westhafen) vor. Die Vorortgleise der S-Bahn sollten entlang der gesamten Ringbahn auf die Innenseite verlegt werden. Die Pläne wurden nie ausgeführt.
Infolge des zweiten Reichsbahnerstreiks wurde der Verkehr auf der Ringbahn am 18. September 1980 eingestellt. Die Wiedereröffnung des S-Bahnhofs erfolgte zum Ringbahn-Schluss am 15. Juni 2002. Der Tag wurde in Anlehnung an den Bahnhofsnamen als „Wedding Day“ zelebriert. Im Zuge der Wiedereröffnung wurde der Bahnsteig nach Westen verschoben, um einen besseren Übergang zur Linie U6 zu ermöglichen. Der alte Zugang von Osten besteht nach wie vor, ist aber durch die Verlegung weiter vom Bahnsteig entfernt.

Seit Frühjahr 2016 erfolgt die Zugabfertigung durch den Triebfahrzeugführer mittels Führerraum-Monitor (ZAT-FM).

## U-Bahnhof

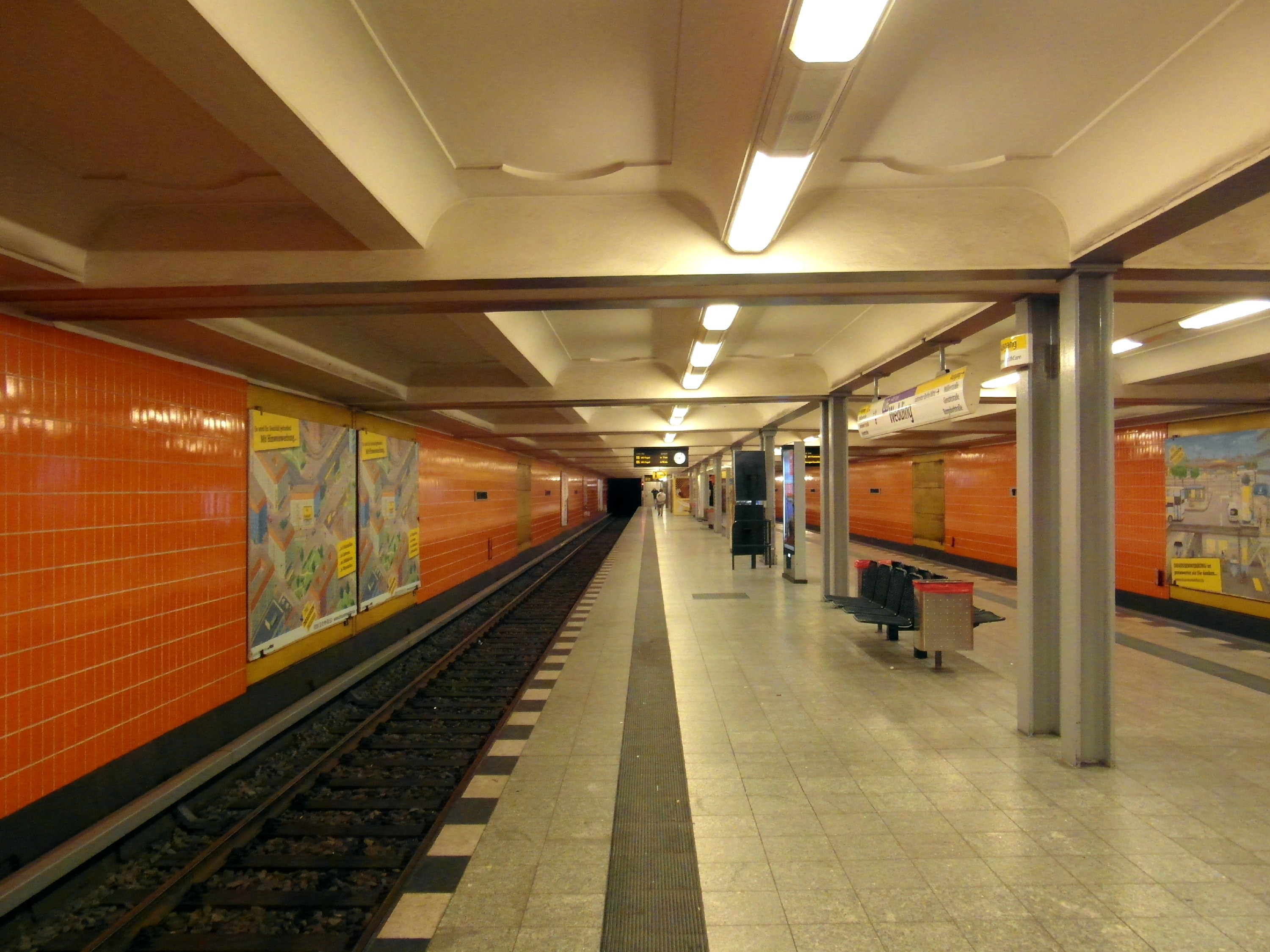
Bahnsteigebene des U-Bahnhofs

Der U-Bahnhof, nach Plänen des Architekten Heinrich Jennen errichtet, wurde im Zuge des Baus der städtischen Nord-Süd-Bahn (1928–1966 Linie C, heute: U6) am 8. März 1923 unter dem Namen Bahnhof Wedding eröffnet. Die Gestaltung entsprach dem Schema der übrigen U-Bahnhöfe der Linie. Die Wände waren weiß gehalten mit jeweils grünen Rahmen, die Aufbauten und Stützen waren ebenfalls in grün gehalten, der 80 m lange Mittelbahnsteig war asphaltiert. Nördlich des U-Bahnhofs wurde eine eingleisige Kehranlage eingerichtet, sie konnte einen 5-Wagen-Zug vom Typ B aufnehmen.
1971/1972 wurde der Bahnsteig nach Süden auf eine Länge von 110 m verlängert, um den Einsatz von 6-Wagen-Zügen zu ermöglichen. Die Wände erhielten dabei die noch heute vorhandenen orangefarbenen Fliesen. Der Zusatz Bahnhof entfiel. Südlich des Bahnhofs entstand eine zweite Kehranlage für einen 6-Wagen-Zug.

## Kohlenbahnhof
Am 1. Oktober 1879 wurde zur Versorgung der umliegenden Stadtteile der Kohlenbahnhof Wedding in Betrieb genommen. Er lag westlich vom Bahnhof Wedding an der Fennstraße und besaß sieben Entladegleise, die sich quer zur Ringbahn befanden. Unter diesen Absturzgleisen befanden sich die Lagerplätze für die Kohle.

## Anbindung
Neben den Linien S41 und S42 der S-Bahn sowie der Linie U6 der U-Bahn verkehren die BVG-Linien M27, 120 und 147.
| Linie | Verlauf | Takt in der HVZ |
| ----- | --- | --------------- |
| ↻ ↺   | Gesundbrunnen – Schönhauser Allee – Prenzlauer Allee – Greifswalder Straße – Landsberger Allee – Storkower Straße – Frankfurter Allee – Ostkreuz – Treptower Park – Sonnenallee – Neukölln – Hermannstraße – Tempelhof – Südkreuz – Schöneberg – Innsbrucker Platz – Bundesplatz – Heidelberger Platz – Hohenzollerndamm – Halensee – Westkreuz – Messe Nord/ZOB – Westend – Jungfernheide – Beusselstraße – Westhafen – Wedding – Gesundbrunnen \|\| 5 min                                                           |                 |
|       | Alt-Tegel – Borsigwerke – Holzhauser Straße – Otisstraße – Scharnweberstraße – Kurt-Schumacher-Platz – Afrikanische Straße – Rehberge – Seestraße – Leopoldplatz – Wedding – Reinickendorfer Straße – Schwartzkopffstraße – Naturkundemuseum – Oranienburger Tor – Friedrichstraße – Unter den Linden – Stadtmitte – Kochstraße – Hallesches Tor – Mehringdamm – Platz der Luftbrücke – Paradestraße – Tempelhof – Alt-Tempelhof – Kaiserin-Augusta-Straße – Ullsteinstraße – Westphalweg – Alt-Mariendorf \|\| 4 min |                 |